# Gert Fröbe
Gert Fröbe, all'anagrafe Karl Gerhart Fröbe (Zwickau, 25 febbraio 1913 – Monaco di Baviera, 5 settembre 1988), è stato un attore e cabarettista tedesco.

## Biografia
Figlio di un calzolaio, Otto Johannes Fröbe (1886–1947), e di una sarta, Helene Alma Sagewitz (1884–1972), inizialmente fu dedito alla musica, in particolare al violino, ma si diede poi al cabaret e al teatro. diciannove anni, entrò nel 1934 nel Partito Nazionalsocialista Tedesco, uscendone in seguito nel 1937. Nel corso della sua adesione al nazismo, aiutò due ebrei nascondendoli alla Gestapo. 
Al termine del secondo conflitto mondiale intraprese stabilmente la carriera di attore cinematografico, recitando in pellicole come Il diabolico dottor Mabuse (1960) di Fritz Lang, Il giorno più lungo (1962), Quei temerari sulle macchine volanti (1965), Parigi brucia? (1966) e Caroline chérie (1968), con Vittorio De Sica. La notorietà gli arrivò con le pellicole Agente 007 - Missione Goldfinger (1964), in cui interpretò Auric Goldfinger, e Citty Citty Bang Bang (1968), dove vestì i panni del barone Bombarda. Nelle interviste rilasciate dagli interpreti di Missione Goldfinger, Gert Fröbe viene descritto come un uomo molto dolce e affabile.
L'ultimo ruolo interpretato fu nella serie televisiva tedesca ZDF La clinica della Foresta Nera. L'episodio Hochzeit mit Hindernissen, prodotto nel 1988 poco prima della sua morte, fu l'ultimo della serie e trasmesso postumo il 25 marzo 1989.
Affetto da tempo da un carcinoma della bocca, morì di infarto in una residenza per artisti. È sepolto nel cimitero di Icking.

## Filmografia
- Gli eroi sono stanchi (Les héros sont fatigués), regia di Yves Ciampi (1955)
- Le avventure di Robinson (Robinson soll nicht sterben), regia di Josef von Báky (1957)
- Il mostro di Mägendorf (Es geschah am hellichten Tag), regia di Ladislao Vajda (1958)
- I battellieri del Volga, regia di Viktor Turžanskij (1959)
- Grand Hotel (Menschen im Hotel), regia di Gottfried Reinhardt (1959)
- Il diabolico dottor Mabuse (Die 1000 Augen des Dr. Mabuse), regia di Fritz Lang (1960)
- Der Gauner und der liebe Gott, regia di Axel von Ambesser (1960)
- Via Mala, regia di Paul May (1961)
- Il giorno più lungo (The Longest Day), regia di Ken Annakin, Bernhard Wicki, Andrew Marton (1962)
- La rossa, regia di Helmut Käutner (1962)
- Buccia di banana (Peau de banane), regia di Marcel Ophüls (1963)
- L'omicida (Le Meurtrier), regia di Claude Autant-Lara (1963)
- Tonio Kröger, regia di Rolf Thiele (1964)
- Agente 007 - Missione Goldfinger (Goldfinger), regia di Guy Hamilton (1964)
- Quei temerari sulle macchine volanti (Those Magnificent Men in Their Flying Machines or How I Flew from London to Paris in 25 hours 11 minutes), regia di Ken Annakin (1965)
- Ciclone sulla Giamaica (A High Wind in Jamaica), regia di Alexander Mackendrick (1965)
- Parigi brucia? (Paris brûle-t-il?), regia di René Clément (1966)
- Rififi internazionale (Du rififi à Paname), regia di Denys de La Patellière (1966)
- Agli ordini del Führer e al servizio di Sua Maestà (Triple Cross), regia di Terence Young (1966)
- Caroline chérie, regia di Denys de La Patellière (1968)
- Citty Citty Bang Bang (Chitty Chitty Bang Bang), regia di Ken Hughes (1968)
- Quei temerari sulle loro pazze, scatenate, scalcinate carriole (Monte Carlo or Bust!), regia di Ken Annakin (1969)
- Il genio della rapina ($), regia di Richard Brooks (1971)
- Ludwig, regia di Luchino Visconti (1973)
- ...e poi, non ne rimase nessuno (And Then There Were None), regia di Peter Collinson (1974)
- La petroliera fantasma (Docteur Justice), regia di Christian-Jaque (1975)
- Profezia di un delitto (Les Magiciens), regia di Claude Chabrol (1976)
- L'uovo del serpente (The Serpent's Egg), regia di Ingmar Bergman (1977)
- Linea di sangue (Bloodline), regia di Terence Young (1979)
- Il falcone (Banović Strahinja), regia di Vatroslav Mimica (1982)

## Doppiatori italiani
- Giorgio Capecchi in La ragazza Rosemarie, Il diabolico dottor Mabuse, Buccia di banana, Agente 007 - Missione Goldfinger, Quei temerari sulle macchine volanti
- Sergio Fiorentini in Profezia di un delitto, L'uovo del serpente, Linea di sangue
- Vittorio Sanipoli in La rossa, Caroline chérie
- Bruno Persa in Parigi brucia?, Citty Citty Bang Bang (dialoghi)
- Corrado Gaipa in Quei temerari sulle loro pazze, scatenate, scalcinate carriole, Ludwig
- Otello Felici in Citty Citty Bang Bang (canto)
- Luigi Pavese in Agli ordini del Führer e al servizio di Sua Maestà
- Silvio Noto in ...e poi, non ne rimase nessuno